# Palaeolathys
Genre
Palaeolathys est un genre fossile d'araignées aranéomorphes de la famille des Dictynidae.

## Distribution
Les espèces de ce genre ont été découvertes dans de l'ambre et du copal de la République dominicaine. Elles datent du Néogène et de l'Holocène.

## Liste des espèces
Selon The World Spider Catalog 17.0 :
- † Palaeolathys circumductus Wunderlich, 1988
- † Palaeolathys copalis Wunderlich, 1986
- † Palaeolathys quadruplex Wunderlich, 1988
- † Palaeolathys similis Wunderlich, 1988
- † Palaeolathys spinosa Wunderlich, 1986

## Publication originale
- Wunderlich, 1986 : Spinnenfauna Gestern und Heute. Fossile Spinnen in Bernstein und ihre heute lebenden Verwandten. Erich Bauer Verlag bei Quelle und Meyer, Wiesbaden, p. 1–283.